# Ponte della Ferrovia (Pisa)
Il Ponte della Ferrovia è un ponte sull'Arno del comune di Pisa adibito al transito dei treni.

## Caratteristiche tecniche
Il Ponte della Ferrovia è lungo 119,50 metri, ha un'altezza massima di 14 metri, ha cinque campate con una luce massima di 18 metri, è largo 27 metri. La struttura è caratterizzata da una trave metallica appoggiata sui pilastri di pietra, probabilmente preesistenti alla distruzione del ponte avvenuta nel periodo bellico.

## Realizzazione
Il ponte, distrutto nel 1944, fu ricostruito nel secondo dopoguerra. Il progetto è opera della Ditta Odero Terni Orlando sotto la direzione delle Ferrovie. 

## Storia
L'Archivio di Stato di Firenze conserva i primi due progetti per l'attraversamento della ferrovia nei pressi di Pisa. In ambedue il sito scelto è già quello attuale: la prima ipotesi realizzativa, in legno, contava ben sedici luci, la seconda, più simile all'attuale nei materiali, contava cinque luci, appoggi in pietra e trave in ferro.
I disegni sono senza data e senza firma ma, con buona approssimazione possono essere datati intorno alla metà dell'Ottocento. La pianta più antica della città di Pisa che riporta il ponte sulla ferrovia è datata invece 1878; il ponte riportato è a quattro luci invece che le cinque del progetto, ma è molto probabile che sia un errore del disegno. La costruzione realizzata nel 1860 sosteneva un unico binario che fu raddoppiato solo nel 1925. L'intervento strutturale non modificò tuttavia l'aspetto dell'opera che rimase pressoché inalterato.
Durante la seconda guerra mondiale il ponte venne minato e distrutto, per poi essere ricostruito con il ripristino della via ferrata.
Il terzo binario venne aggiunto nel giugno 2004 per servire con un binario indipendente anche la linea da Lucca.